# La vida comença avui
La vida comença avui és una pel·lícula espanyola de comèdia del 2010 dirigida per Laura Mañá en la qual s'aborda la qüestió de les relacions sexuals a la tercera edat. Ha estat doblada al català.

## Argument
Un grup de jubilades es reuneixen per a rebre classes de sexe on se'ls recorda que encara són a temps de gaudir del plaer. Allí aprenen les unes de les altres, parlen de les seves vivències... Olga (Sardà), la professora, els ajuda a fer front als problemes generats per l'edat. Per a això hauran de fer deures: aprendre a mirar-se al mirall, dedicar 20 minuts al plaer... "Sexe és vida- els diu- perquè el sexe té a veure amb les sensacions, i no deixem de sentir mai".

## Repartiment
- Pilar Bardem…Juanita
- Rosa Maria Sardà…Olga
- María Barranco…Nina
- Lluís Marco…Pepe
- Mariana Cordero…Rosita
- Sonsoles Benedicto…Herminia
- Osvaldo Santoro…Julián
- Eduardo Blanco…Alfredo
- Marc Martínez…José
- Sílvia Sabaté…Núria
- Jaume Pla… Avi Petanca

## Premis
- 2010: Festival de Màlaga: Premi de la Crítica[4]
- 2010: Festival de Cinema d'Espanya de Tolosa de Llenguadoc: Violette d'Or a la millor actriu (Pilar Bardem, Rosa Maria Sardà, María Barranco, Sonsoles Benedicto i Mariana Cordero)[5]
- 2010: Millor actriu protagonista de cinema (Sonsoles Benedicto)[6]